# 前奏曲、フーガと変奏曲
『前奏曲、フーガと変奏曲』（Prélude, Fugue et Variation） 作品18は、セザール・フランクが1860年から1862年にかけて作曲したオルガン曲。『大オルガンのための6作品』の第3曲にあたる。作曲者自身による、小オルガン（ハルモニウム）とピアノのための編曲が存在する他、ハロルド・バウアー、イグナーツ・フリードマン、イェルク・デームス、アナトリー・ヴェデルニコフなどによるピアノ版などが知られる。

## 概要
この曲を含む『大オルガンのための6曲集』は、フランクが初めてその才覚を現した作品として重要視される。数年をかけて完成した喜歌劇『頑固な召使い』（1851年-1853年）が完全な失敗に終わり、フランクは極度のスランプ状態に陥っていた。数年間にわたって折ったままとなっていた作曲の筆を再び執ったのは、1858年頃になってからである。この時期に彼の励みとなったのはサント・クロチルド聖堂のオルガンの音色であった。聖堂にはアリスティド・カヴァイエ＝コルの手によってに最新鋭のパイプオルガンが設置されたばかりであり、フランクは1860年に念願叶ってこの聖堂のオルガニストに任用されていた。聖堂のオルガンの発する豊かな音色に創作意欲を掻き立てられたフランクは、このオルガンを念頭に置いて書かれた『6曲集』によってその円熟期の幕を開けたのである。作曲家の矢代秋雄は、この『前奏曲、フーガと変奏曲』を6作品の中でも最も完成された傑作と評している。
初版は『6曲集』の『幻想曲』 Op.16や『交響的大曲』 Op.17などと同様に、パリのマイアン・クヴルール社（Maeyen-Couvreur）から出版された。その後、デュラン社からも刊行されている。曲はカミーユ・サン＝サーンスへと献呈された。

## 演奏時間
約9分-11分

## 楽曲構成
曲は前奏曲、序奏付きのフーガ、変奏曲からなる。

### 前奏曲

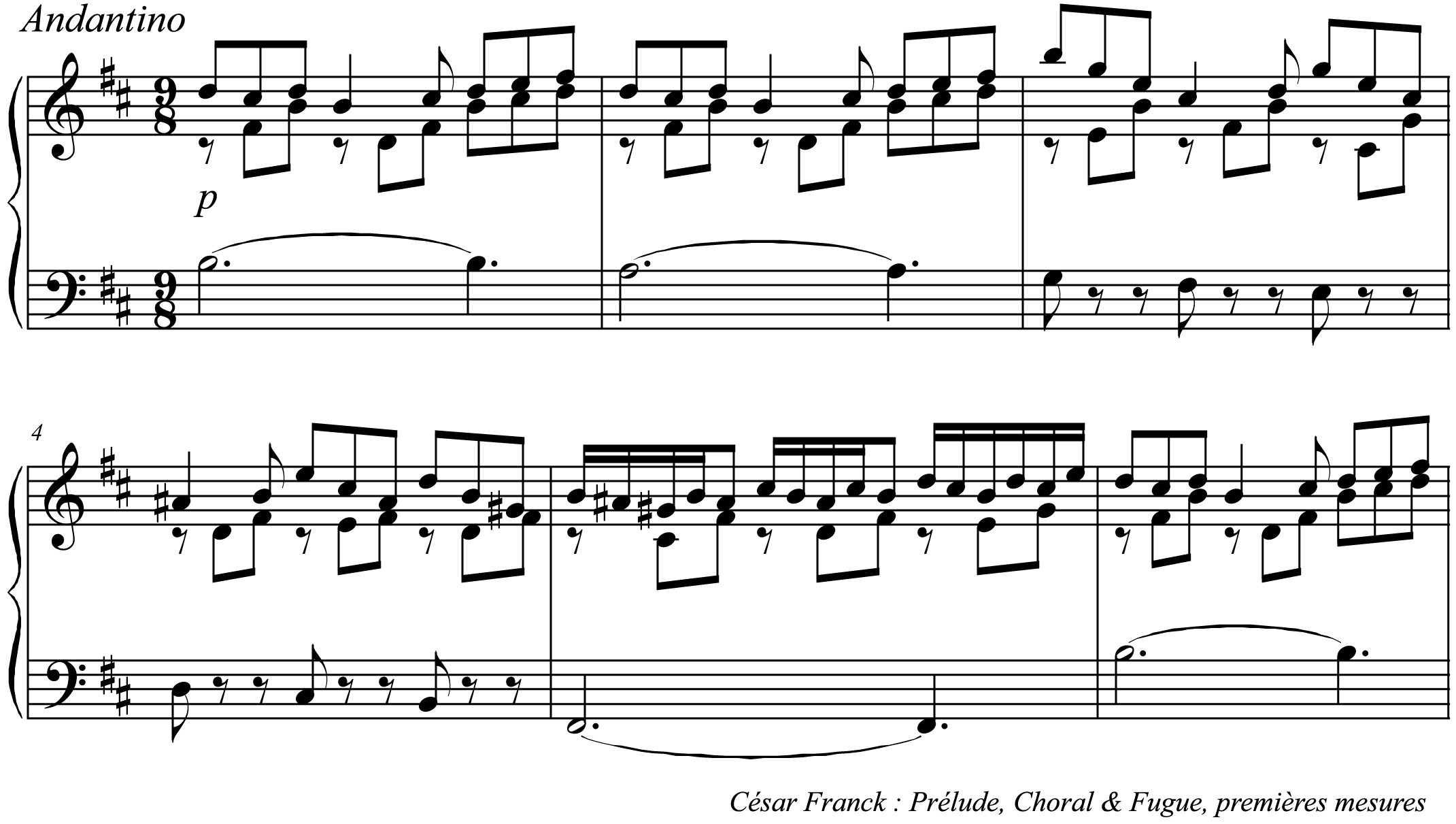
譜例1： 前奏曲、冒頭部分

三部形式の前奏曲はアンダンティーノ・カンタービレ、9⁄8拍子、ロ短調で開始する。優美で物悲しい楽想（譜例1）はロ短調を保ったまま次の主題へと繋がるが、この主題はやがてニ短調へと揺れ動いていく。その後、冒頭の主題が嬰ヘ短調で回帰するが、6小節だけ扱われてそのまま弱音で終わる。

### フーガ
3⁄4拍子、レントの序奏が9小節だけ付いている。調性的にはロ短調と嬰ヘ短調に跨っており、ストップを開放して奏される壮麗なコラールである。

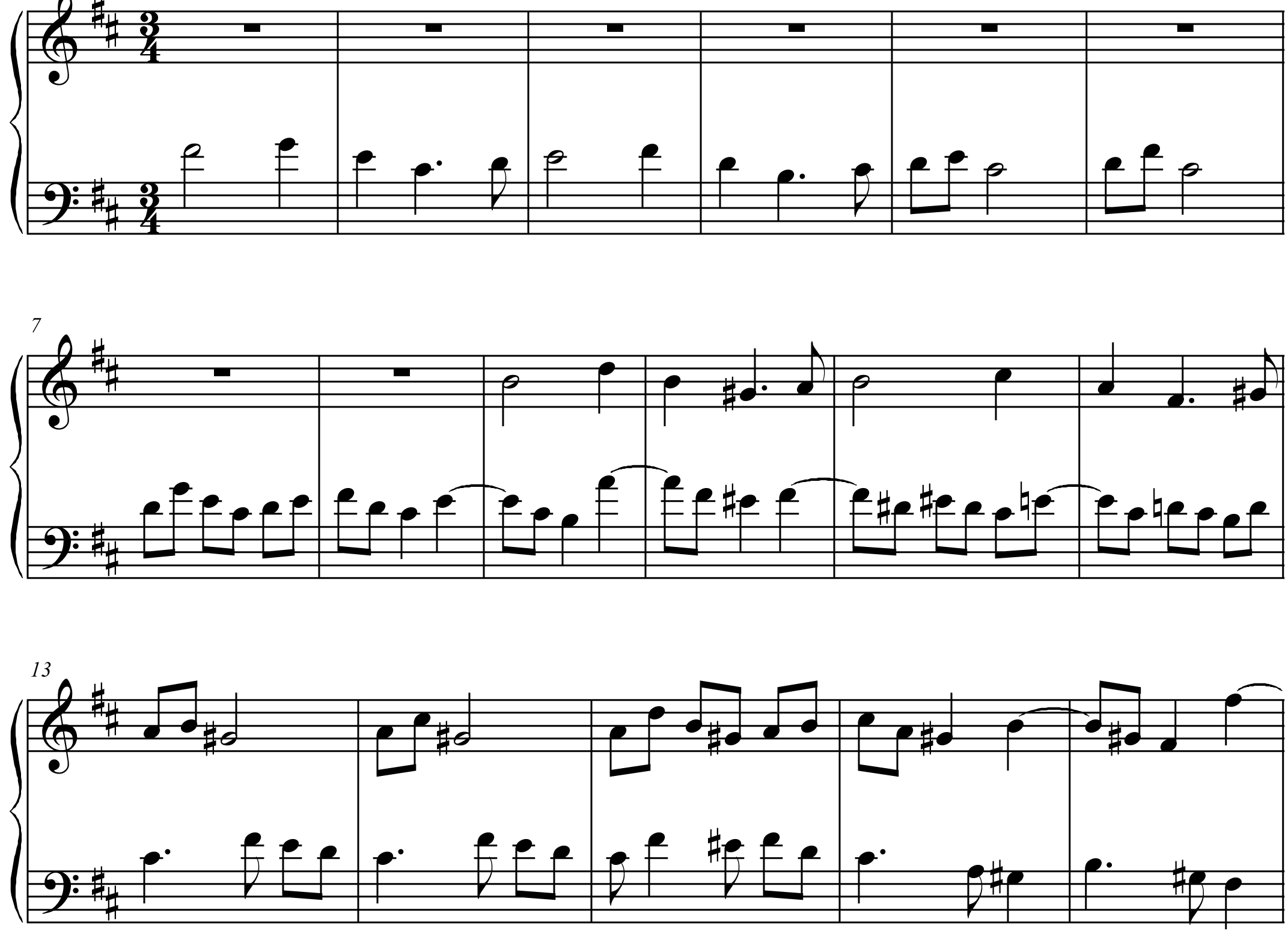
譜例2： フーガの主題

アレグロ・マ・ノン・トロッポ、3⁄4拍子、ロ短調により、序奏で予告された主題に基づくフーガが展開される（譜例2）。矢代はこのフーガのシンプルな構成から、バッハ以前の時代のフーガとの関係性を指摘している。

### 変奏曲

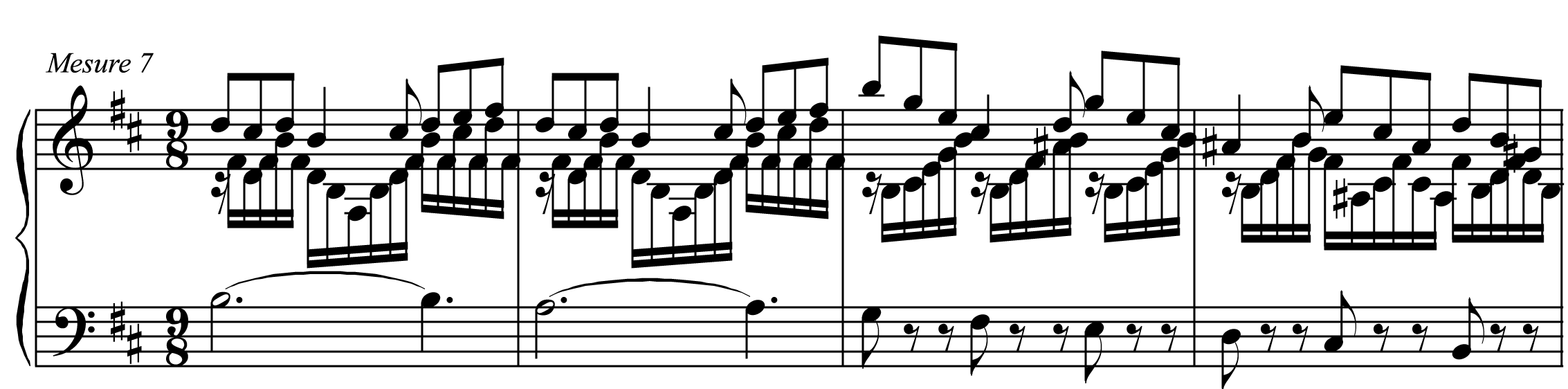
譜例3： 変奏曲部で再現される前奏曲部の主題

変奏曲はアンダンティーノ、9⁄8拍子、ロ短調に戻り、16分音符によるアルペジオから開始される。変奏曲においてはこの伴奏音型が絶えず奏でられる中、前奏曲で扱われた両主題と低音が同じ形で歌われるという簡素な形式を取る（譜例3）。調性的扱いには前奏曲との差異が認められる。最後は弱音によるロ長調に消え入るように終わる。